# Clostridium botulinum
Clostridium botulinum és un bacteri bacil·lar grampositiu i anaerobi de la família de les clostridiàcies. Són organismes mòbils impulsats per flagels perítrics que no produeixen càpsula. Destaquen per la producció de la toxina botulínica, abreujada com BoNTs, l'agent causal del botulisme. Entre les seves capacitats es troba la formació d'espores de resistència, de morfologia ovalada i subterminal, que permeten al microorganisme sobreviure en condicions de medi desfavorables.
Els aïllats de C. botulinum es classifiquen en 7 serotips diferents, depenent del tipus de toxina botulínica que presentin.
El botulisme pot ser causat tant pel desenvolupament del bacteri en el tracte intestinal, com per la ingesta directa de la toxina. Aquestes infeccions poden provenir tant d'aliments d'origen carni com vegetal, sobretot aquells que es troben en conserva.

## Història
Una de les primeres malalties bacterianes de transmissió alimentària reportades vas ser la causada por C. botulinum.
A finals del segle xviii, 13 persones de Wildbad (Wurttemburg, antic estat d'Alemanya) es van començar a trobar malament, de les quals 6 van morir. El motiu de la seva malaltia va ser la infecció causada per haver menjat Blunzen, un tipus de salsitxa característica de la zona. L'aliment va ser bullit i fumat, i, posteriorment, es va tenir a temperatura ambient durant nombroses setmanes. En els següents anys, van haver-hi diferents casos associats a la ingesta de salsitxes que contenien teixits musculars d'animals.
Tots aquests fets van portar a que el metge Kerner estudiés la malaltia que actualment es coneix com a botulisme. Botulus en llatí significa salsitxa. En els seus estudis va observar que el fet d'escalfar les salsitxes era essencial per evitar el desenvolupament de la toxicitat.
A causa de la consumició de pernil cru sense fumar va haver-hi un brot de botulisme a Bèlgica de 34 persones al 1896. L'endemà, 23 d'aquestes persones es trobaven malament i 3 van morir la setmana següent. Aquest brot va ser el detonant per a que Van Ermengem (professor de bacteriologia a la universitat de Ghent, alumne de Robert Koch) aillés el microorganisme responsable. Inicialment, el bacteri va a ser anomenat Bacillus botulinus i no va ser fins al 1923 que el va tornar a classificar ara amb el nom de Clostridium botulinum.

## Fisiologia i distribució
Clostridium botulinum és un bacil grampositiu esporulat, anaerobi estricte. Els requisits nutricionals d'aquests microorganismes són complexos, requerint aminoàcids, vitamina B i minerals.
C. botulinum es troba de manera natural al sòl i aigües. Pot esporular tant en medis de cultiu com a la natura o als aliments. Les seves espores són termoresistents i, per tant, capaces de sobreviure a tractaments tèrmics insuficients. S'ha demostrat que aquest microorganisme no pot créixer i produir les seves toxines en competència amb grans quantitats d'altres microorganismes.

### Aliments susceptibles
Els aliments tractats i processats són normalment els responsables dels brots de botulisme. Generalment, en aliments frescos o crus no es troba aquest bacteri.
Depenent de la zona geogràfica, els brots són a causa de la ingesta de diferents aliments. A Europa són embotits de fetge, pernil cuit, paté i carns en gelatina, peix en salmorra o escabetxat i carn fermentada casolana. Als Estats Units, els aliments que poden transmetre el botulisme són: productes vegetals casolans, peix, sopa enllaunada a nivell industrial, xampinyons i pebrots marinats, productes de pasta o ceba i patates. Al Japó, el transmissor del botulisme sol ser el peix fermentat (izushi). Molts dels aliments contaminats per Clostridium botulinum normalment no tenen alterades les seves propietats organolèptiques.
Els brots de botulisme acostumen a presentar majoritàriament alguna o totes de les següents característiques: és menjar contaminat mitjançant el processat de l'aliment per espores o cèl·lules vegetatives de C. botulinum; les condicions del producte permeten el creixement de C. botulinum; el tractament tèrmic ha sigut insuficient per a la inactivació de la toxina, i hi ha presència de microorganismes capaços de metabolitzar àcids i provocar un augment de pH a l'aliment.

## Toxina botulínica

### Característiques

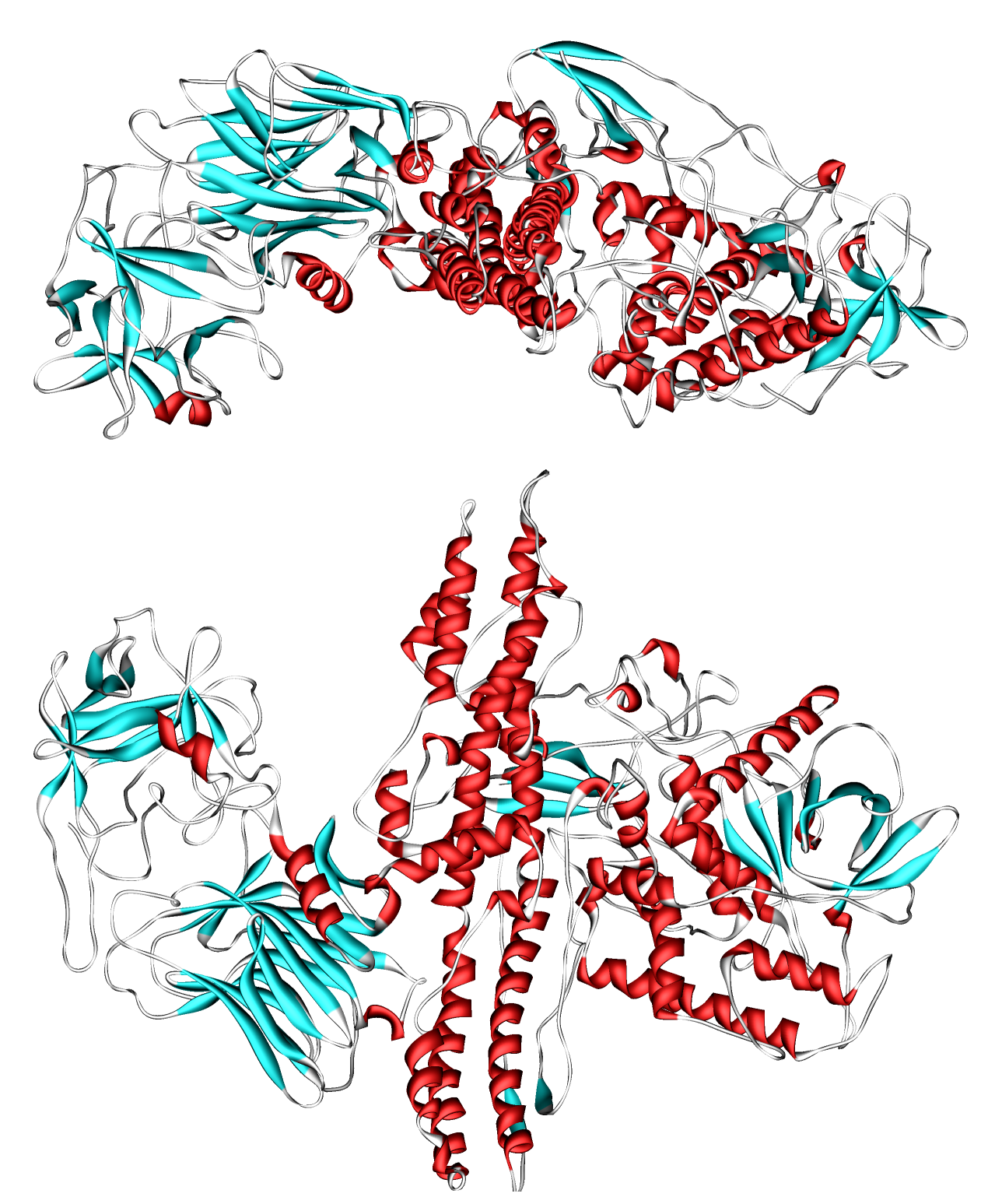
Representació de la morfologia de la toxina botulínica.

La toxina botulínica és una neurotoxina produïda per Clostridium botulinum. Hi ha un total de 8 tipus diferents de toxines, anomenades de la A-H, algunes han estat caracteritzades com a patògenes per humans, altres van ser aïllades en animals. Aquesta arriba als organismes mitjançant la ingesta directa de la toxina o a través de la infecció per C. botulinum, i, un cop arriba a l'intestí, és absorbida i passa al torrent sanguini.
La toxina va ser descrita per primer cop per Emile Van Ermengem el 1896 a Europa, però a principis de 1920 es va descriure una segona variant per Landmann als Estats Units durant "L'escàndol de les olives". Durant aquest període es van desenvolupar 4 focus de contagi per C. botulinum en olives en conserva, que van acabar provocant la mort del 60% dels infectats. Aquesta mortalitat comparada amb l'europea era d'aproximadament el doble. Finalment, Landmann va descobrir una variant de la toxina descrita per Van Ermengem. Aquest fet va provocar el sorgiment d'experiments arreu del món dels quals es va acabar aïllant un total de 8 variants de la toxina botulínica.
La toxina pot ser fàcilment destruïda mitjançant un tractament tèrmic a 100 °C durant 15 minuts, és per això que els casos més recents d'intoxicació per C. botulinum són principalment a causa de tractaments mal realitzats de conserves casolanes.
Alguns estudis recents determinen que la varietat de gens neurotòxics i la capacitat d'algunes soques per produir més d'un tipus de toxina es deu a un procés de transferència horitzontal de gens dut a terme per bacteriòfags.

### Classificació
Els experiments es basen en l'aglutinació per anticossos específics de les anteriors variants de toxina descobertes, de tal forma que si l'aglutinació no es produïa, es determinava una nova variant de la toxina. Mitjançant aquest mètode es van descriure fins a 7 grups, però el descobriment de soques productores de diverses toxines va acabar descartant la classificació.
Actualment, C. botulinum es pot classificar en 4 grups fenotípics. Aquesta classificació es basa en el tipus de toxina produïda i les seves característiques bioquímiques (si presenta o no capacitatproteolítica i sacarolítica), en els organismes on provoca malaltia i el lloc on es troba el gen codificant.
| Propietats                      | Grup I                      | Grup II                       | Grup III                           | Grup IV                         |
| ------------------------------- | --------------------------- | ----------------------------- | ---------------------------------- | ------------------------------- |
| Tipus de toxina                 | A, B, F                     | B, E, F                       | C, D                               | G                               |
| Sacaròlisi                      | -                           | +                             | Dèbil                              | -                               |
| Proteòlisi                      | +                           | -                             | -                                  | +                               |
| lipasa                          | -                           | +                             | +                                  | -                               |
| Hoste on provoca la malaltia    | Humans                      | Humans                        | Animals                            | -                               |
| Temperatura òptima              | 35-40 °C                    | 18-25 °C                      | 40 °C                              | 37 °C                           |
| Resistència tèrmica de l'espora | 112 °C                      | 80 °C                         | 104 °C                             | 104 °C                          |
| Lloc on es troba codificada     | Cromosoma/Plasmidi          | Cromosoma/Plasmidi            | Bacteriòfag                        | Plasmidi                        |
| Clostridis propers              | C. sporogenes C. putrificum | C. butyricum C. beijerinickii | C. haemolyticum C. novyi (tipus A) | C. subterminale C. haemolyticum |

Relació entre els aliments i alguns dels serotips de C. botulinum
| Serotip de C. botulinum | Aliment                     |
| ----------------------- | --------------------------- |
| A i B                   | Productes carnis i vegetals |
| E                       | Peix                        |

Tot i així, aquesta relació no sempre es compleix.

## Paràmetres influents en l'estabilitat deC. botulinumgrup I i II

### Temperatura
La temperatura òptima que presenta el grup I és 37 °C, tot i que també poden créixer a temperatures d'entre 10 i 48 °C. El temps de reducció decimal que presenten les espores a 100 °C és de 25 minuts. En canvi, el grup II té una temperatura òptima inferior, concretament de 30 °C. Aquest grup pot créixer fina a temperatures de 3.3 °C. Respecte a les seves espores, tenen més resistència a temperatures baixes i el temps que requereixen per a inactivar el 90% d'aquestes a 100 °C és de 0.1 minuts.

### pH
El seu desenvolupament té lloc a pHs pròxims a la neutralitat. Es considera que a valors de pH inferiors a 4.5 el seu creixement és gairebé impossible, per això hi ha major risc als aliments amb pH elevat (productes carnis, per exemple) i menor als de pH baix (fruites i verdures). Tanmateix, s'ha demostrat que certes soques són capaces de desenvolupar-se a un pH per sota de 4.5. A diferència del grup I, el creixement del grup II és inhibit a pH inferiors a 5.

### Sal i activitat de l'aigua (Aw)
L'activitat de l'aigua (Aw) es defineix com l'aigua disponible pels organismes. A mesura que augmenta la concentració de soluts dissolts en l'aigua, disminueix l'activitat d'aquesta. C. botulinum és inhibit a valors inferiors de 0.94.
La concentració de sals a les quals C. botulinum del grup I són inhibits és a valors superiors al 10%. En canvi, el grup II és inhibit a concentracions superiors al 5%.

### Potencial redox (Eh)
Es tracta d'un microorganisme anaerobi i, per tant, creix en ambients amb potencial redox negatiu. Els microorganismes anaerobis generen menys energia utilitzable de forma que, en un ambient reductor, es veuran beneficiats ja que no perden energia. Per aquesta mateixa raó, solen créixer en teixits profunds de carn, guisats, aliments envasats al buit i en productes enllaunats.

## Botulisme

### Epidemiologia
El botulisme és una malaltia de transmissió alimentària poc freqüent. Tot i així, és molt greu i presenta una Taxa de mortalitat del 5-10%. És causat per les toxines A, B, E i F produïdes per C. botulinum. La infecció pot ser causada o bé per la ingesta de les toxines o bé pel bacteri en sí. Cal destacar que, actualment, no s'ha demostrat la transmissió entre humans, pel que una persona que presenta botulisme no és capaç d'infectar una altra persona.
La intoxicació per la toxina botulínica o pel bacteri pot ser produïda per la infecció intestinal en els lactants, per ferides infectades, per inhalació o per ingerir aliments mal elaborats en els quals les espores del bacteri o el bacteri han sobreviscut i, per tant, són capaços de produir les toxines.
Les neurotoxines, que són les toxines produïdes per C. botulinum que afecten específicament el sistema nerviós, produeixen una paràlisi flàccida descendent la qual pot arribar a produirinsuficiència respiratòria.

### Simptomatologia
Els símptomes comencen a ser visibles entre les 12-36 hores posteriors a la ingesta del bacteri. Això és pel fet que en primer lloc ha de trobar condicions d'anaerobiosi per a poder produir les toxines, en cas que aquest encara no les hagi produït en l'aliment on es troba.
Entre els símptomes inicials es troben: fatiga intensa, debilitat, vertigen, visió borrosa, dificultat per empassar i parlar i sequedat a la boca. Posteriorment, pot donar lloc a feblesa en el coll i els braços fins a afectar els músculs respiratoris i els músculs de la part inferior del cos.
Aquests símptomes són semblants als d'altres infeccions com la síndrome de Guillain-Barré o miastenia gravis, el que pot ocasionar un diagnòstic erroni de la malaltia. Tot i així, en cap moment de la infecció s'observa febre o pèrdua de consciència per part del pacient.

## Detecció
Aquests bacteris presenten necessitats nutritives complexes. És per aquest motiu que s'han dissenyat medis sintètics que permeten i faciliten el desenvolupament del bacteri i la producció de toxines. Cal destacar que el creixement de les soques proteolítiques no es veu afavorit per la presència de carbohidrats mentre que en les soques no proteolítiques sí.

### Aïllament i identificació
C. botulinum és un bacteri formador d'espores i, per tant, és capaç de resistir a condicions poc favorables per a la majoria de microorganismes. D'aquesta manera, es sotmet la mostra a altes temperatures per a eliminar una gran quantitat de microorganismes termosensibles no desitjats, i així afavorir l'aïllament i identificació de Clostridium.

#### Creixement de les soques
Existeixen una gran varietat de medis de cultiu vàlids per al creixement de C. botulinum. Tanmateix, el medi de cultiu Willis-Hobbs és l'únic que permet diferenciar a C. botulinum de la resta d'espècies del gènere Clostridium.
Trobem diferències entre les soques proteolítiques i les no proteolítiques. Les soques proteolítiques, a diferència de les no proteolítiques, digereixen la caseïna i produeixen àcid sulfhídric (H2S). Les darreres, en canvi, fermenten manosa, mentre que les proteolítiques no ho fan.

##### Medi Willis-Hobbs
Es realitza una sembra amb la dissolució obtinguda al sotmetre la mostra a altes temperatures. El que permet aïllar i identificar espècies del gènere Clostridium és la reacció de la lecitinasa en la fermentació de la lactosa i el rovell d'ou.
Aquest medi està compost per:
- Digerit peptídic de teixit animal i extracte de carn, que proporcionen una font de nitrogen i altres factors de creixement.
- Clorur de sodi, que manté el balanç osmòtic del medi.
- Lactosa, que aporta energia i serveix com a font de carboni.

En aquest medi, tant Clostridium perifrigens com C. botulinum produeixen zones opalescents al voltant de les colònies a causa de la presència de rovell d'ou al medi. C. botulinum, en concret, produeix un precipitat en el medi i una capa iridescent (perlada) que recobreix i envolta les colònies per la seva activitat lipasa. Això permet diferenciar-lo i aïllar-lo de la resta d'espècies de Clostridium. A més a més, la presència de zones clares al voltant de les colònies indica que aquestes són proteolítiques. D'aquesta manera, es pot identificar si es tracta d'una colònia del grup I, ja que és l'únic grup que presenta activitat proteolítica.
El cultiu és incubat en condicions anaeròbiques, a una temperatura d'entre 35 i 37 °C durant 18-45 hores. El pH del medi oscil·la entre 6.8 i 7.2.

##### Altres medis de cultiu
Alguns exemples de medis que també es poden utilitzar per a l'aïllament i identificació de C. botulinum són:
- Tryptone Peptone Glucose Yeast Extract Broth (TPGY). Permet el seu creixement a partir d'una anàlisi de toxicitat (la Tripsina activa les toxines de les soques no proteolitiques).[14]
- Medi FAB (Fastidious Anaerobic Broth). És un medi d'enriquiment que permet el creixement i aïllament de microorganismes anaerobis amb requeriments nutricionals complexos.[12]
- Robertson/Cooked Meat Medium (CMM). És un medi líquid que afavoreix la proliferació de microorganismes aerobis, microaerofílics i anaerobis.[15]
- Reinforced Clostrodial Medium (RCM). Medi d'enriquiment no selectiu que possibilita el creixement de bacteris anaerobis estrictes i facultatius.[12]

#### Identificació del serotip

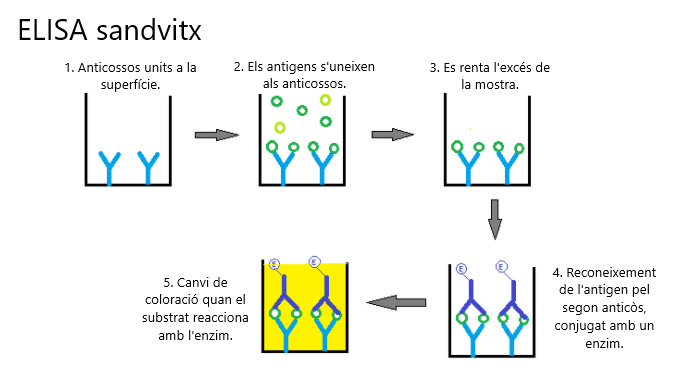
Esquema del procediment d'ELISA sandvitx utilitzat per a la identificació del serotip de C. botulinum.

Per a la identificació del serotip de C. botulinum, es fan assajos ELISA. En cadascun d'aquests assajos s'utilitzen anticossos específics per a cada serotip en concret. Els serotips que causen botulisme en humans i es troben en aliments són l'A, B, E i F.
L'ELISA realitzat és de tipus sandvitx. Consisteix en exposar a la mostra a una superfície amb anticossos específics per a la toxina, de manera que si hi ha presència, aquestes s'uneixen al seu anticòs específic. Seguidament, s'afegeix un anticòs conjugat amb un enzim, que reconeix la toxina, i un substrat que reacciona amb aquest enzim i produeix un canvi de coloració quan la toxina està present a la mostra. És necessari realitzar dos controls, un control negatiu on no s'incorpora la mostra i un positiu on s'afegeix un antigen que se sap que és reconegut per ambdós anticossos.
Com a mètodes alternatius a l'ELISA, es poden realitzar mètodes genotípics per a la identificació del serotip. Alguns exemples d'aquests són: múltiplex PCR dels gens que codifiquen la toxina de les diferents soques, PFGE (electroforesi en gel de camp polsat), etc.

## Prevenció i tractament
Quant a la prevenció a nivell general per a evitar intoxicacions causades per aquests microorganismes, es recomana una neteja acurada dels aliments que s'utilitzen com a matèria primera en les conserves. És altament recomanat també que aquests aliments siguin frescos.
La intoxicació també pot prevenir-se mitjançant la inactivació del microorganisme i de les seves espores. Això es pot realitzar mitjançant altes temperatures, de forma que s'inactiven tant les formes vegetatives com les espores. L'escalfament dels aliments a ebullició dels permet destruir les endòspores i la toxina. Per evitar la presència d'aquest microorganisme s'ha de tenir un bon control del tancament dels envasos a part d'assegurar un bon funcionament del tractament tèrmic al que s'ha sotmès l'aliment. A més a més, s'ha d'assegurar un bon transport i emmagatzematge.
La pasteurització, no sempre és suficient per matar totes les espores i, per tant, també s'haurien d'aplicar mètodes que previnguin el creixement bacteria tot i aplicar la pasteuritzció, ja que no es pot permetre que part de les espores produïdes pel bacteri no siguin eliminades, ja que segons la quantitat podrien seguir suposant un risc pel consumidor.
Actualment, es combinen temperatures de refrigeració amb altes concentracions de sals o àcids per impedir el creixement del bacteri, i, conseqüentment, la seva producció d'espores. Tot i així, aquests mètodes han de tenir en compte l'aliment a tractar, ja que l'exposició de l'aliment a altes concentracions de sals o àcids pot provocar la reducció de les seves qualitats organolèptiques.
Quant als productes embotits (productes carnis curats crus), el control es basa en la utilització de quantitats de sals correctes. Pel que fa a productes carnis cuits, s'han de combinar les quantitats correctes de sals amb un tractament tèrmic i de les quantitats de sals en els que s'hagi curat.
En cas de conservar o enllaunar aliments pel consum propi, és important rentar, netejar i esterilitzar tots els elements que seran emprats en l'enllaunat de l'aliment. A més d'això, l'ús d'enllaunadores a pressió pot reduir les possibilitats de la presència de C. botulinum sobretot en aliments baixos en àcids, com són verdures i carns.
El tractament de la malaltia causada per C. botulinum es basa en subministrar l'antitoxina botulínica. L'antitoxina prevé que la toxina tingui més conseqüències, però no cura l'efecte que ha fet la toxina anteriorment. Depenent de la gravetat dels símptomes poden causar insuficiència respiratòria sent necessari l'ús d'un respirador.
Tots aquests processos s'adeqüen a les cinc claus per la innocuïtat dels aliments esmentats per la OMS:
- Manteniment de la higiene.
- Separació d'aliments crus i cuits.
- Cocció total.
- Manteniment dels aliments a temperatures segures.
- Utilització d'aigua potables i aliments crus segurs.

## Establiment de criteris microbiològics deClostridium botulinuma la indústria alimentària
La instrucció "Parámetros de seguridad alimentaria para la carne y productos cárnicos destinados a la Unión Económica de Eurasia" recull els criteris de control segons la normativa UEE.
Quant a la informació sobre parámetres microbiològics s'aplica el Reglament tècnic UEE 34/2013 i 21/2011.
Per acabar, pel que fa als paràmetres microbiològics referents a la presència de C.botulinum, aquests dependen de l'aliment a analitzar en cada cas.

## Agent bioterrorista
La toxina de C. botulinum (BoNT) té nombrosos usos, és considerada una de les toxines més letals, posicionant-la com a possible agent de bioterrorisme. Principalment a un dels set serotips, C. botulinum tipus A. Com a potencial agent bioterrorista és classificat pels CDC d'Atlanta com un agent de categoria A.
La quantitat de toxina letal és: en una persona d'uns 70 quilograms aproximadament 0.7-0.9 µg de toxina inhalada. En cas d'ingesta d'aliments contaminats que presenten la toxina són 70 µg. El seu ús com a agent bioterrorista en forma d'aerosol o mitjançant contaminació premeditada d'aliments i aigua, dependent del seu medi de dispersió, la dosi serà una o altra.

## Usos en la indústria mèdica
Les toxines de C. botulinum també s'utilitzen per l'elaboració de medicaments com el Botox, Dysport, Xeomin i Neurobloc. Aquests s'utilitzen per paralitzar selectivament els músculs o per alleujar temporalment la funció muscular. També s'han emprat per tractar dolors facials greus, com ara els causats per les neuràlgies del trigèmin o inclús amb finalitats estètiques.